# Zou (Fluss)
Der Zou ist ein rechter Nebenfluss des  Ouémé in Benin.

## Verlauf
Der Fluss hat seine Quellen im Département Collines, nahe der Grenze zu Togo. Er fließt in südöstlicher Richtung. Der Zou mündet etwa 30 km westlich von Pobè in den Ouémé.

## Hydrometrie
Die Durchflussmenge des Zou wurde an der hydrologischen Station Domè, wenige Kilometer oberhalb der Mündung in den Ouémé, über die Jahre 1952 bis 1984 gemittelt, gemessen (in m³/s).